# Peine de mort au Colorado
La pendaison est en usage au Colorado jusqu'en 1934, date à laquelle elle est remplacée par la chambre à gaz. Luis Monge (en) est le dernier condamné gazé en 1967 dans l'État. La peine capitale y est rétablie en 1977, mais n'est appliquée qu'une seule fois contre Gary Lee Davis (en), exécuté par injection létale le 13 octobre 1997, pour l'enlèvement, le viol et le meurtre de Virginia May, sous la gouvernance de Roy Romer. Davis prend pour dernier repas de la glace et se voit refuser une dernière cigarette. Dans le Colorado, l'injection létale était la seule méthode d'exécution prévue par la loi jusqu'à l'abolition de la peine de mort le 26 février 2020 à la suite du vote du sénat par 38 votes contre 27.

## Procédure
Les condamnés à mort sont incarcérés et exécutés au pénitencier d'État du Colorado, situé à Cañon City, l'unanimité du jury est nécessaire pour condamner à mort et le juge fixe la semaine de l'exécution une fois les appels terminés. Aujourd'hui, il n'y a que trois condamnés à mort encore incarcérés au Colorado, dont Nathan Dunlap (en) pour le meurtre de quatre employés de restaurant. C'est au Colorado qu'a eu lieu le procès fédéral de Timothy McVeigh, à proximité de l'ADX Florence où il était incarcéré.
La peine de mort est encourue pour assassinat, trahison et théoriquement pour enlèvement aggravé et violences volontaires au cours d'une évasion par un prisonnier ayant été condamné pour crimes capitaux.

## Abolition
En 2009, une proposition de loi tendant à abolir la peine de mort avait été adoptée à un vote près par la Chambre et rejetée à un vote près par le Sénat.
En 2011 le gouverneur Bill Ritter gracia Joe Arridy, déficient mental doté d'un Q.I. de 46 et exécuté pour complicité de meurtre et de viol envers une fillette 72 ans auparavant, pour possible innocence (alibi le plaçant ailleurs qu'a Pueblo, lieu du crime; aveux d'un autre suspect (exécuté lui aussi); déficience mentale le rendant plus susceptible aux suggestions des enquêteurs),.
Le 22 mai 2013, le gouverneur John Hickenlooper accorde un sursis d'exécution à Dunlap après avoir fait part de ses doutes sur la justesse de la peine de mort comme elle fonctionne au Colorado.
En février 2020, l'Assemblée générale du Colorado vote l’abolition de la peine de mort dans l'État. Si cette loi est approuvée par le gouverneur Jared Polis — qui s'y est engagé —, l'abolition prendrait effet le 1er juillet 2020, mais n'affecterait pas le sort des trois hommes dans le couloir de la mort, bien que le gouverneur ait promis de commuer les peines des trois condamnés,. Le 23 mars 2020 le gouverneur Jared Polis signe la loi abolissant la peine de mort dans le Colorado, et commue les peines des trois derniers condamnées en emprisonnement perpétuel.

## Exécutions entre 1975 et 2020
Les exécutions ont lieu à Cañon City, au pénitencier d'État du Colorado.
| # | Criminel   | Date            | Méthode(s)       | Crime(s)                                                         | Gouverneur |
| - | ---------- | --------------- | ---------------- | ---------------------------------------------------------------- | ---------- |
| 1 | Gary Davis | 13 octobre 1997 | Injection létale | Meurtre en 1986 de sa voisine après l'avoir kidnappée et violée. | Roy Romer  |

Avant l'abolition en 2020, le couloir de la mort du Colorado comptait trois condamnés. Entre 1975 et 2020, trois condamnés ont été graciés dans le Colorado.